# Chapim-de-penacho-cinzento
O chapim-de-penacho-cinzento (Baeolophus bicolor) é um pequeno pássaro canoro da América do Norte, uma espécie da família Paridae. O chapim-de-penacho-preto [en], encontrado do centro e sul do Texas em direção ao sul, foi incluído como uma subespécie, mas agora é considerado uma espécie separada, Baeolophus atricristatus.

## Etimologia
O nome genérico Baeolophus significa “pequena crista” e é um composto das palavras do grego antigo βαιός: baiós, que significa “pequeno”, e λόφος: lόphοs, que significa “crista”. O nome específico bicolor significa “de duas cores”.

## Descrição
Medidas:
- Comprimento: 14-16 cm

- Peso: 17-26 g

- Envergadura: 20 a 26 cm

Um pássaro pequeno, o chapim-de-penacho-cinzento tem a frente branca e a parte superior do corpo cinza delineada com flancos cor de ferrugem. Outras características incluem a testa preta e a crista cinza com tufos na cabeça. Nos filhotes, a testa preta é muito reduzida, de modo que pode ser confundida com o chapim-dos-carvalhos [en] (embora suas áreas de distribuição não se sobreponham). Os machos tendem a ser maiores do que as fêmeas.
O canto do chapim-de-penacho-cinzento é geralmente descrito como um peter-peter-peter assobiado, embora esse canto possa variar em aproximadamente 20 formas notáveis.

## Distribuição e habitat
O habitat do chapim-de-penacho-cinzento é a floresta decídua e mista, bem como jardins, parques e arbustos. Embora não seja migratório e seja originalmente nativo das bacias dos rios Ohio e Mississippi, fatores como alimentadores de aves fizeram com que ele ocupasse um território maior nos Estados Unidos e se estendesse até Ontário e Quebec, no Canadá. Durante a segunda metade do século XX e no século XXI, a área de distribuição da espécie tem se expandido para o norte.

## Comportamento e ecologia
O chapim-de-penacho-cinzento coleta alimentos do solo e dos galhos das árvores, consumindo frequentemente uma variedade de frutos silvestres, nozes, sementes, pequenas frutas, insetos e outros invertebrados. As lagartas constituem a maior parte de sua dieta durante o verão. Essa espécie também é um visitante regular dos alimentadores de aves. Seu padrão normal é observar um comedouro a partir da cobertura, voar para pegar uma semente e depois voltar para o abrigo para consumir o bocado, embora também seja muito comum o hábito de se esconder.
O chapim-de-penacho-cinzento pode demonstrar curiosidade em relação aos humanos e, às vezes, empoleira-se no parapeito de uma janela e parece estar espiando para dentro da casa. Ele também pode se agarrar aos caixilhos das janelas e às paredes dos edifícios, procurando presas em ninhos de vespas.
O chapim-de-penacho-cinzento é muito vocal e responde a sons de agitação de outras aves. Essa espécie forma prontamente pequenos bandos que frequentemente se associam outros passeriformes ao procurar alimentos.

### Reprodução
Os chapins fazem seus ninhos em um buraco em uma árvore, seja uma cavidade natural, uma caixa de ninhos feita pelo homem ou, às vezes, um antigo ninho de pica-pau. Eles forram o ninho com materiais macios, às vezes arrancando pelos de mamíferos vivos para usá-los como material. Se encontrarem cascas de pele de cobra, podem incorporar pedaços ao ninho. Os ovos medem menos de 2,5 centímetros de comprimento e são brancos ou de cor creme com manchas marrons ou arroxeadas. Os ovos têm um período de incubação de 12 a 14 dias; os chapins permanecem como filhotes por 15 a 16 dias.
A expectativa de vida do chapim-de-penacho-cinzento é de aproximadamente 2,1 anos, embora ele possa viver mais de dez anos. O tamanho médio da ninhada é de cinco a sete ovos. Ao contrário de muitas aves, os filhotes de chapim-de-penacho-cinzento geralmente ficam com os pais durante o inverno e mesmo após o primeiro ano de vida. Às vezes, uma ave nascida no ano anterior ajuda os pais a criar os filhotes do ano seguinte.
Ocasionalmente, o chapim-de-penacho-cinzento se hibridiza com o chapim-de-penacho-preto; no entanto, a faixa de hibridização é muito estreita devido às diferenças genéticas.

## Status de conservação
De 1966 a 2015, a população de chapins aumentou em mais de 1,5% ao ano em todo o nordeste dos EUA. Estima-se que a população reprodutiva atual seja de aproximadamente 8 milhões.

## Galeria
- At a bird feeder.
- Facing forward.
- With a seed.
- Fluffed up while preening.